# Калинин (Красненский район)
Калинин — хутор в Большовском сельском поселении Красненского района Белгородской области России.

## География
Находится в северо-восточной части региона, в лесостепной зоне, в пределах юго-западных отрогов Орловско-Курского плато Среднерусской возвышенности.
В хуторе есть одна улица, также носящая имя Калинина.
Высота центра селения над уровнем моря — 229 м.

### Климат
Климат характеризуется как умеренно континентальный, с относительно мягкой зимой и тёплым продолжительным летом. Среднегодовая температура воздуха — 6,1 °C. Средняя температура воздуха самого холодного месяца (января) — −8,3 °C (абсолютный минимум — −36 °C); самого тёплого месяца (июля) — 20,4 °C (абсолютный максимум — 38 °C). Годовое количество атмосферных осадков составляет 504 мм, из которых 350 мм выпадает в период с апреля по октябрь.

## История
В 1927 году образовался колхоз имени Калинина.

## Население
| 2002 | 2010 |
| ---- | ---- |
| 37   | ↘23  |

## Инфраструктура
Личное подсобное хозяйство. На карте РККА 1941 года в селении Калнин обозначено 42 двора.

## Транспорт
Доступен автотранспортом. Остановка общественного транспорта «Калинин».